# 민병채
민병채(1938년 4월 22일 ~ )는 대한민국의 정치인이다. 제34·35대 양평군수이다. 본관은 여흥(驪興)이다.

## 생애
1938년 4월 22일 경기도 양평군 옥천면 옥천리에서 제1·2대 통일주체국민회의 대의원을 지낸 아버지 민관식(閔觀植, 1915 ~ 1991. 9. 22)과 어머니 풍산 홍씨(1915년생) 사이에서 3남 3녀 중 장남으로 태어났다. 서울사범학교와 육군사관학교를 17기로 졸업했으며, 1997년 창원대학교 대학원에서 재료공학 석사 학위를 취득하였다. 육군사관학교 졸업 후 대한민국 육군 장교로도 복무하였다. 
이후 삼선공업 대표이사 사장에 취임했다. 1995년 제34대 경기도 양평군수에 취임했으며, 1998년 제37대 경기도 양평군수에 취임했다.
2021년 4월 15일 별세하였다. 사후 4월 18일 그의 유해는 국립대전현충원 제7묘역(712판-71636호)에 안장되었다.

## 역대 선거 결과
|  | 31.07% |

|  | 48.25% |

|  | 35.40% |